# Толстовский дом. Люди и судьбы

Автор книги — Марина Николаевна Колотило

«Толстовский дом. Люди и судьбы» — историко-краеведческая монография Марины Колотило, изданная в 2010 году, над которой она работала в 2008—2010 годах, хотя впервые обратилась к данной теме ещё в 1997 году.
Первая в серии книг «Толстовский дом».

## Автор
Автор книги — Марина Николаевна Колотило, искусствовед и культуролог, лауреат Всероссийской историко-литературной премии «Александр Невский» (2011 год), член международного Творческого союза историков и художественных критиков Ассоциация искусствоведов с 2001 года, действительный член Русского географического общества с 2009 года, председатель правления ТСЖ «Толстовский дом» с 2009 года, член Союза писателей «Многонациональный Санкт-Петербург» с 2011 года, библиофил.

## История создания
Ещё студенткой 2-го курса Марина Колотило начала исследования истории, архитектурных особенностей и дизайна интерьеров знаменитого доходного дома генерал-майора графа Михаила Павловича Толстого (внучатого племянника героя Отечественной войны 1812 года П. А. Толстого), когда подготовила и защитила курсовую работу: «Толстовский дом архитектора Фёдора Ивановича Лидваля: история, современность и проблемы» (1998) под руководством А. Л. Пунина.
Опубликовала две статьи о творчестве Ф. И. Лидваля, в которых поместила полный уточнённый перечень работ архитектора в Санкт-Петербурге — Петрограде.
Исследовала и описала биографии первых владельцев Толстовского дома, о которых до её работ не было известно практически ничего, а в публикациях в большинстве случаев просто были многочисленные мифы.
О первом владельце Толстовского дома — графе Михаиле Павловиче Толстом, были опубликованы две специальные статьи М. Н. Колотило, а о второй владелице Толстовского дома — графине Ольге Александровне Толстой, урождённой княжне Васильчиковой — одна статья.
Провела архивную и документальную работу по выявлению замечательных жителей Толстовского дома, опубликовав их первоначальный свод в трёх работах.
.

## Посвящение книги

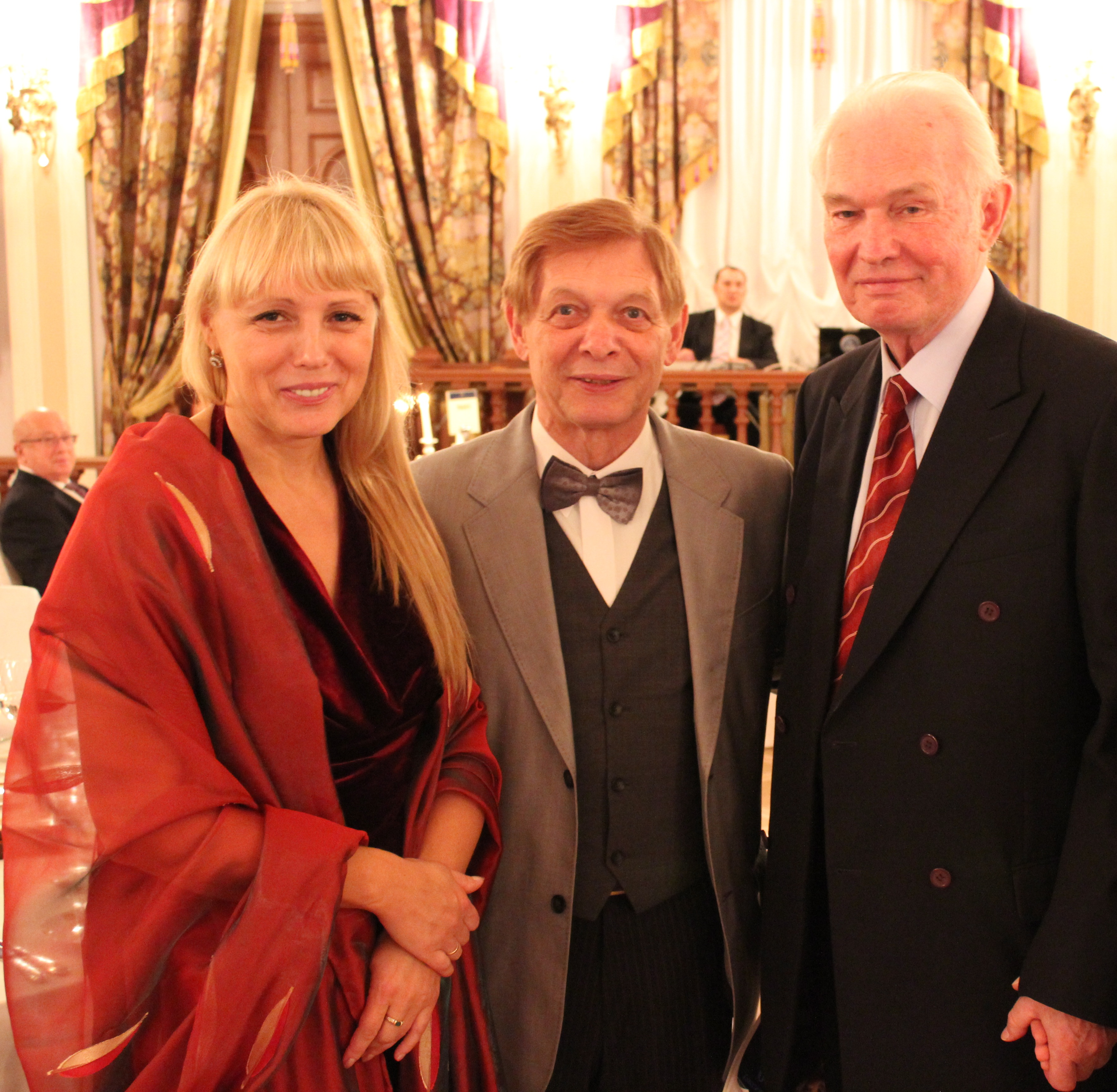
После церемонии награждения литературной премией «Александр Невский»: Марина Колотило, Эдуард Хиль и председатель Союза писателей России Валерий Ганичев.
12 сентября 2011 года, «Талеон Клуб», Санкт-Петербург.

Книга посвящена памяти дизайнера и фотографа Екатерины Юрьевны Паньженской (1984—2009), дочери М. Н. Колотило.
Екатерина Паньженская создала серию фотографий о Толстовском доме, множество фотопортретов художников и музыкантов (например, Никас Сафронов и МС Вспышкин) и ряд книжных обложек. Жила в квартире 263.

## Жанр книги
Историко-краеведческая монография. Научное издание. Издана по решению Научно-редакционного совета музея «Толстовский дом».

## Оформление книги
- Твёрдый переплёт с обложкой выполненной на основе фотографии Карла Буллы, сделанной в 1912 году для «Ежегодника архитекторов-художников».
- В оформлении шмуцтитулов используется логотип ТСЖ «Толстовский дом». Все обороты шмуцтитулов оформлены художественными фотографиями Толстовского дома, большинство из которых сделаны Карлом Буллой в 1912 году.
- Авантитул с художественным экслибрисом и эпиграфом из Оскара Уайльда: «Дома с привидениями стоят намного доро́же».
- Каталогизация и оформление библиографических данных в Российской Национальной библиотеке ещё до выхода книги[17].

## Содержание
Редактор информационной службы фонда «Русский мир» Дмитрий Ерусалимский так охарактеризовал содержание книги:

«… Марина Колотило посвятила свою первую изданную монографию людям, жившим ранее и проживающим сейчас в знаменитом Толстовском доме в Санкт-Петербурге, жителем, а значит, и полноценным участником истории которого является и она сама».— Дмитрий Ерусалимский
В мартовском номере литературного журнала «Нева» известный литературный критик и обозреватель Елена Павловна Зиновьева  (недоступная ссылка) написала:

«Данная книга — это тоже вклад в сбережение исторической памяти: через малое показано многообразие меняющегося мира, через судьбы жителей дома — история России. Выразительность рассказам добавляет великолепный изобразительный ряд: редкие дореволюционные и довоенные фото, старые гравюры, подёрнутые патиной времени фотопортреты…»— Елена Зиновьева
В книге есть разделы, рассказывающие:
- об архитекторе Толстовского дома Фёдоре Лидвале
- о заказчике и первом владельце Толстовского дома генерал-майоре графе Михаиле Толстом
- о второй владелице Толстовского дома графине Ольге Толстой (урождённой княжне Васильчиковой)
- о жителях Толстовского дома — жертвах террора
- о жителях Толстовского дома — военнослужащих, погибших во время Великой Отечественной войны
- о жителях Толстовского дома — погибших во время блокады Ленинграда
- о замечательных жителях и гостях Толстовского дома
- о событиях, связанных с историей Толстовского дома (раздел «Хроника Толстовского дома»)

В рецензии на книгу известный петербурговед Сергей Глезеров писал:

Отдельные главы книги подробно рассказывают об архитекторе и владельцах дома, его жителях и гостях. Важное место занимают в книге материалы о жильцах дома — жертвах сталинских репрессий. Значительное внимание уделено блокадной летописи. По выявленным данным, в Толстовском доме за время блокады погибли более четырёхсот человек. В книге представлены списки «толстовцев», погибших в блокаду, а также тех, кто погиб или пропал без вести на фронте…
— Сергей Глезеров «Санкт-Петербургские ведомости»
В приложениях к книге опубликованы ряд статей и воспоминаний жителей Толстовского дома, послужной список графа М. П. Толстого и художественная легенда, записанная со слов старых жителей дома.
Книга снабжена справочным аппаратом (библиографические указатели, ссылки, справки, перечни фамилий).

Марина Колотило, искусствовед и культуролог, провела тщательные архивно-документальные исследования, чтобы показать роль одной из самых оригинальных культурно-исторических доминант Санкт-Петербурга.
— Михаил Соболев «Вечерний Ленинград»

## Персоналии в разделе книги «Замечательные жители и гости Толстовского дома»
| - преподобномученица Августа - Аркадий Аверченко - Самуил Алянский - князь Михаил Андронников | - Анна Ахматова - Александр Белослудцев - Раиса Беньяш - Владимир Гаршин | - Шабтай Калманович - Владимир Кехман - Василий Князев - Ирина Колпакова | - Евгений Рейн - Владилен Семёнов - Эдуард Хиль - Марис Янсонс |

## Награды за книгу

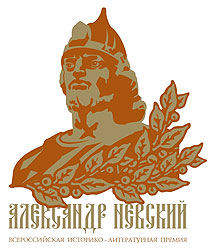

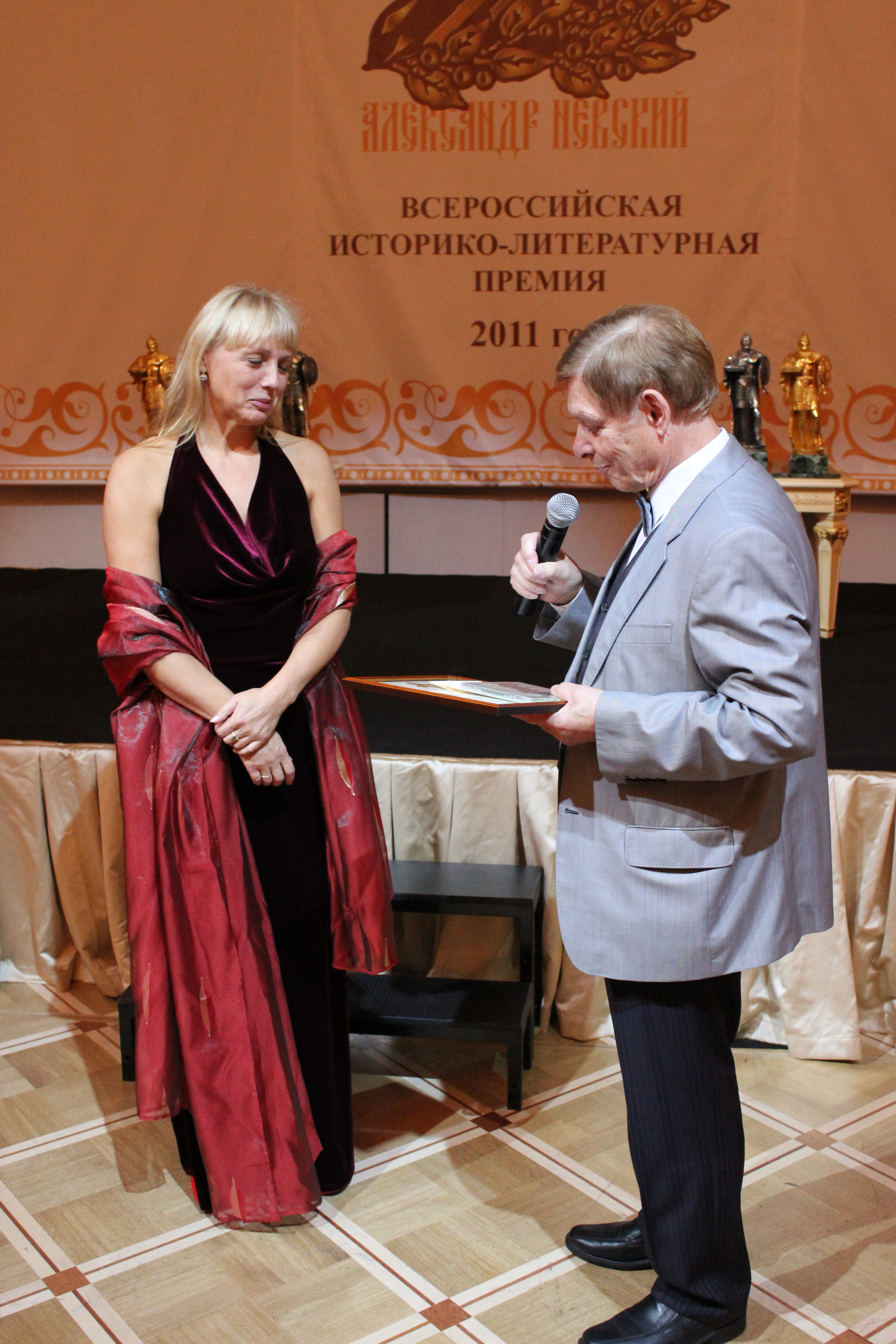
Эдуард Хиль вручает диплом Лауреата Всероссийской историко-литературной премии «Александр Невский» Марине Колотило на церемонии награждения в «Талеон Клубе».
12 сентября 2011 года.

- Книга лауреат Всероссийской историко-литературной премии «Александр Невский» за 2011 год в специальной номинации «Земляки»[2][3]. 
Премия вручена 12 сентября 2011 года в Санкт-Петербурге в «Талеон Клубе». 
Для вручения премии организаторы конкурса пригласили жителя Толстовского дома Эдуарда Анатольевича Хиля.
- Книга лауреат VIII Всероссийского конкурса региональной и краеведческой литературы «Малая Родина», проводимого Федеральным агентством по печати и массовым коммуникациям РФ в номинации «Люди нашего края» (2012 год, совместно со второй книгой того же автора «Толстовский дом. Созвездие имён»)[22][23][24].. 
Премия вручена 16 марта 2012 года в Москве Сигурдом Оттовичем Шмидтом[25].
- Книга лауреат 21 конкурса Ассоциации книгоиздателей «Лучшие книги года», проводимого Ассоциацией Книгоиздателей в номинации «Лучшая книга о Санкт-Петербурге» (за 2011 год, совместно со второй книгой того же автора «Толстовский дом. Созвездие имён»)[26][27]. 
Премия вручена 26 апреля 2012 года в Санкт-Петербурге.

## Серия книг «Толстовский дом»
Серия книг «Толстовский дом» была основана М. Н. Колотило в 2010 году.
Книги «Толстовский дом. Люди и судьбы» и «Толстовский дом. Созвездие имён» были при издании заявлены как первый и второй выпуск, то есть изначально задумывались как начало целой серии книг о Толстовском доме и его жителях. Все четыре книги этой серии имеют единое оформление, но независимое друг от друга содержание. В планах Редакционно-издательского совета серии книг «Толстовский дом» ещё более десяти книг
- Книга первая. Колотило М. Н. Толстовский дом. Люди и судьбы / Под научн. ред. д. ист. н. В. Г. Смирнова-Волховского. — СПб.: Искусство России, 2010. — 296 с.: ил., 600 экз. — (Труды музея «Толстовский дом»: вып. 1). — ISBN 978-5-98361-119-1 (Работа посвящена памяти Е. Ю. Паньженской)[29]
- Книга вторая. Колотило М. Н. Толстовский дом. Созвездие имён / Под научн. ред. д. ист. н. В. Г. Смирнова-Волховского. — СПб.: Искусство России, 2011. — 392 с.: ил., 600 экз. —(Труды музея «Толстовский дом»: вып. 2). — ISBN 978-5-98361-155-9[30]
- Книга третья. Толстовский Дом. Гений Места: [сборник] / авт. концепции и сост.: М. Н. Колотило; науч. ред. д. филол. н. Н. И. Крайнева. — Санкт-Петербург: Искусство России, 2013. — 552 с.: ил. — (Серия книг «Толстовский Дом»; вып. 3). — ISBN 978-5-98361-186-3[31]
- Книга четвёртая. Колотило М. Н. Толстовский Дом. Квартира князя-чекиста: [о Михаиле Михайловиче Андроникове] / М. Н. Колотило, под. научн. ред. д.филол.н. Н. И. Крайневой. Альбом-монография. — Санкт-Петербург: Искусство России, 2013. — 64 с.: ил. — (Серия книг «Толстовский Дом», вып.4). ISBN 978-5-98361-188-7[32]
- Книга пятая. Колотило М. Н. Азбука "Алконоста" / Под научной редакцией кандидата искусствоведения И. В. Обуховой-Зелиньской. — Санкт-Петербург : Искусство России : издатель Константин Костюченко, 2015. — 127 с. (Серия книг «Толстовский дом»; вып. 5). — ISBN 978-5-98361-220-4[33]
- Книга шестая. Колотило М. Н. Фонарь: Феерический путеводитель по Толстовскому Дому / Под научной редакцией доктора филологических наук Наталии Крайневой; худож.: Леонид Колпахчиев. — Санкт-Петербург: издатель Константин Костюченко, 2017. — 32 с.: ил. — (Серия книг «Толстовский дом»; вып.6). — ISBN 978-5-4380-0061-7

Серия книг «Толстовский Дом»
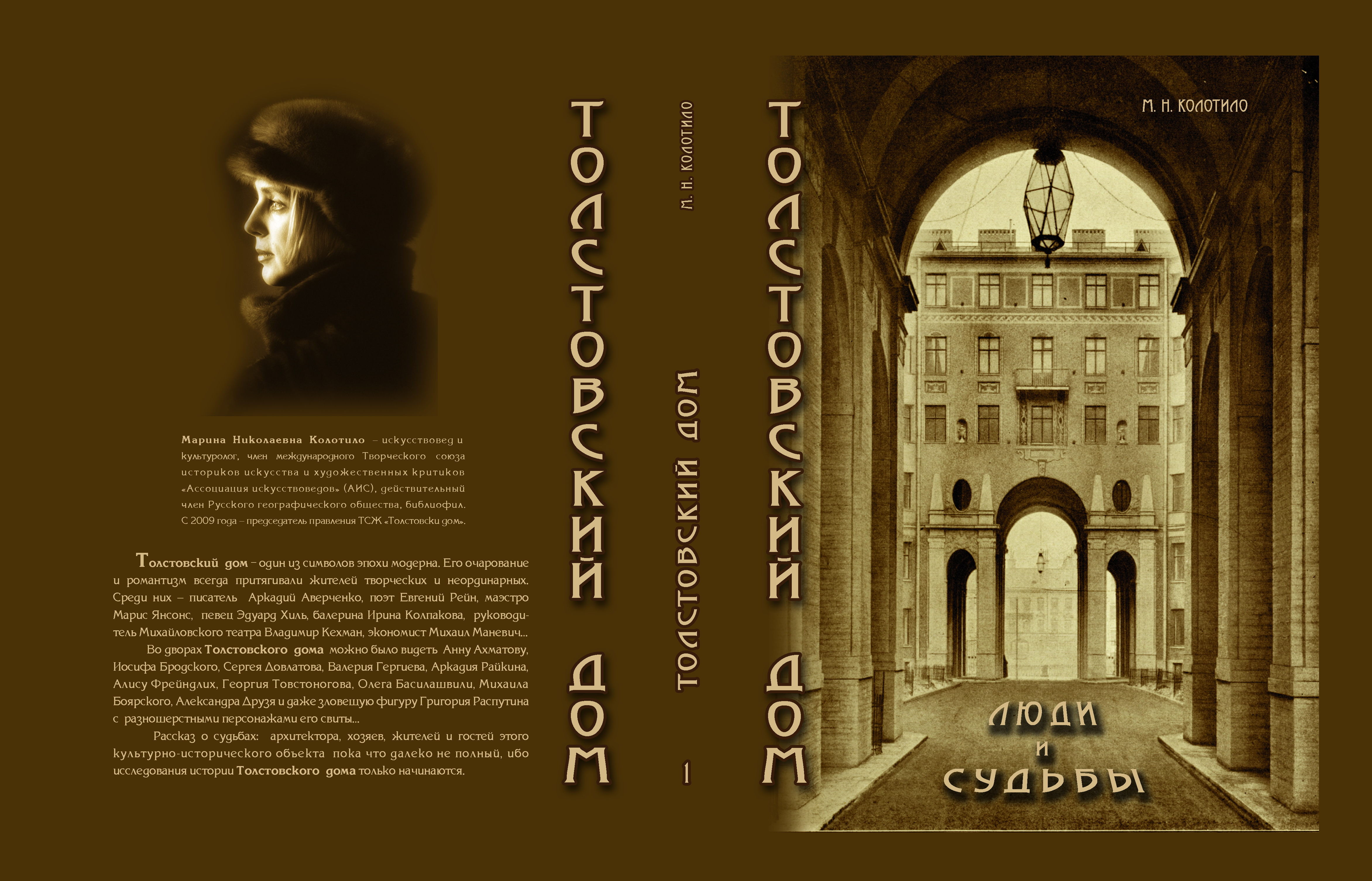
Первая книга в серии «Толстовский Дом»
Вторая книга в серии «Толстовский Дом»
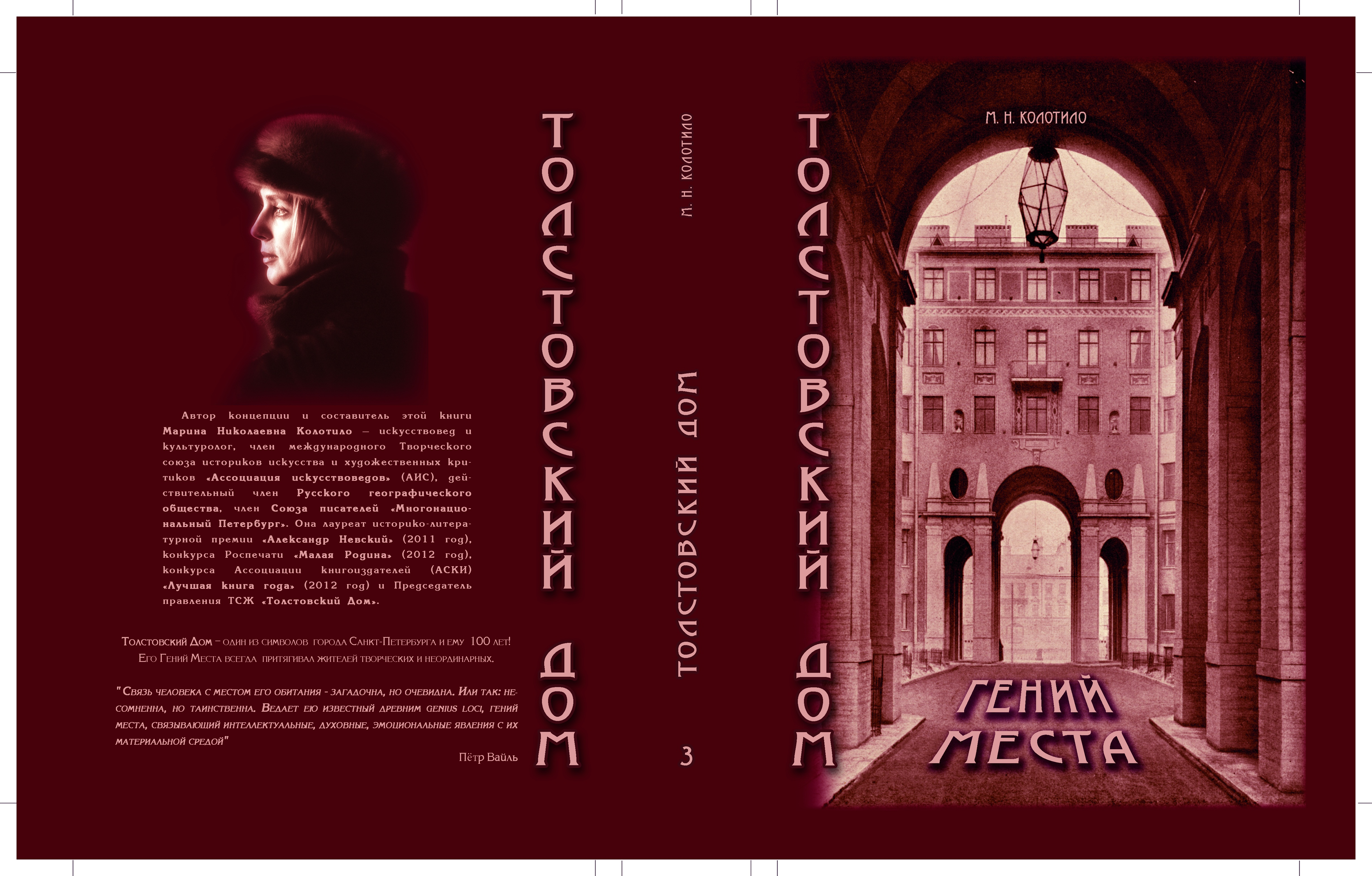
Третья книга в серии «Толстовский Дом»

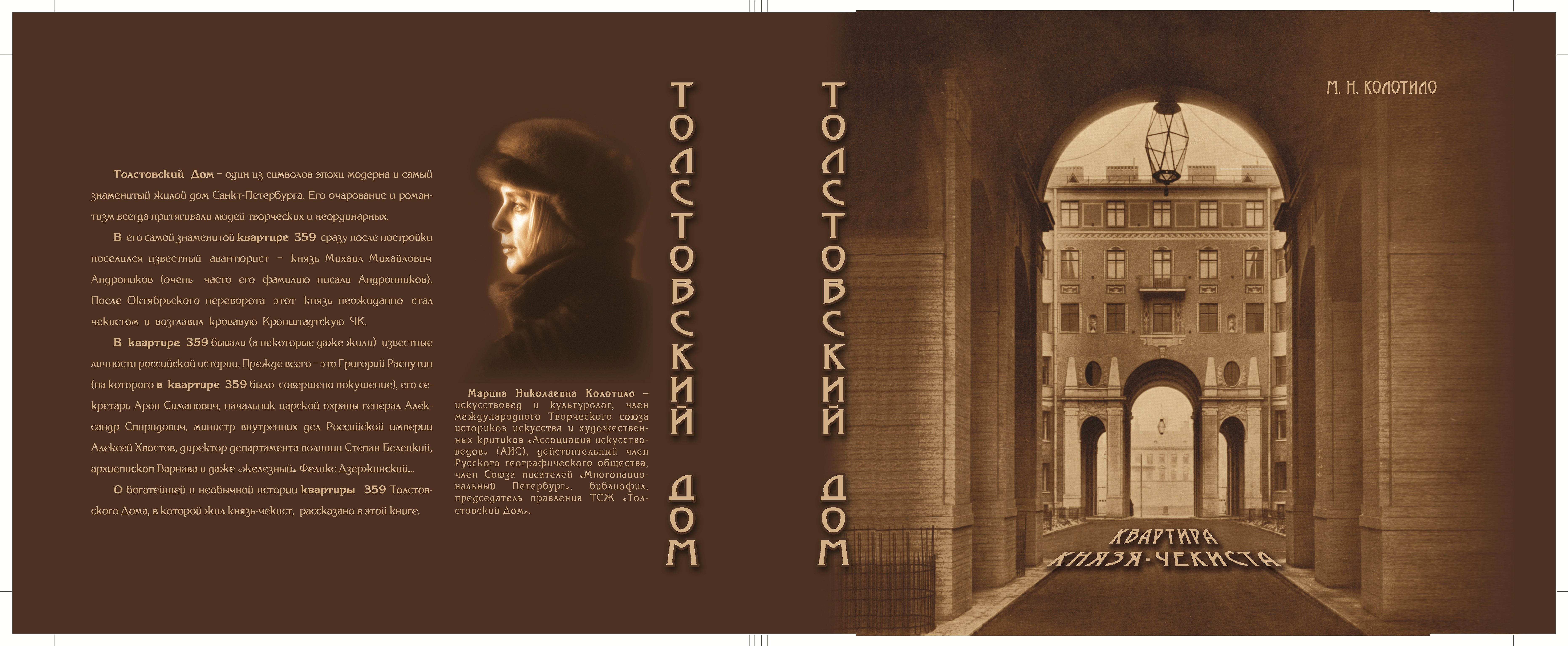
Четвёртая книга в серии «Толстовский Дом»

### Вторая книга
В 2011 году издана книга: Колотило М. Н. Толстовский дом. Созвездие имён / Под научн. ред. д. ист. н. В. Г. Смирнова-Волховского. — СПб.: Искусство России, 2011. — 392 с.: илл. ISBN 978-5-98361-155-9.
При издании, на титульном листе была сделана пометка, что это второй выпуск трудов музея «Толстовский дом». Несмотря на это — вторая книга о Толстовском доме абсолютно самостоятельное литературное произведение, связанное с первой книгой только общей темой исследований — жизнью Толстовского дома и биографиями его обитателей в течение ста лет. Имеет единое сериальное оформление с первой книгой «Толстовский дом. Люди и судьбы». Книга присутствует в каталогах государственных библиотек.
О первой и второй книгах написана рецензия профессиональным филологом в журнале «Нева»

### Третья книга серии
О подготовке к изданию третьей книги было заявлено ещё в 2011 году в передаче телеканала «100 ТВ» и в литературной рецензии в журнале «Нева». Книга вышла из печати в ноябре 2013 года.
В третьей книге, имеющей название «Толстовский дом. Гений места», М. Н. Колотило выступает как автор концепции и автор-составитель книги. Научным редактором книги является литературовед и текстолог, доктор филологических наук Н. И. Крайнева (Российская национальная библиотека, ведущий специалист отдела рукописей).
Статьи для этой коллективной монографии написали многие выдающиеся деятели литературы, культуры и науки, такие как К. М. Азадовский, А. М. Буровский, С. В. Белов, Ю. Л. Алянский, С. Е. Глезеров, Н. А. Синдаловский, Б. М. Кириков, В. Г. Лисовский, …

### Четвёртая книга серии
Книга вышла из печати в 2013 году.

## Отзывы и рецензии
- М.Соболев. Григорий Распутин захаживал сюда в гости. (Рецензия на книгу М. Н. Колотило «Толстовский дом. Люди и судьбы») // Газета «Вечерний Петербург». 18 января 2011 года.
- С.Глезеров. Перекресток культурных дорог. (Рецензия на книгу М. Н. Колотило «Толстовский дом. Люди и судьбы») // Газета «Санкт-Петербургские ведомости». Выпуск № 015 от 28.01.2011 года. (недоступная ссылка)
- Н. Шкуренок. Толстовский дом открывает секреты. (Рецензия на книгу М. Н. Колотило «Толстовский дом. Люди и судьбы») // Газета «Культура». Выпуск № 3 (7763) 27 января — 2 февраля 2011 года. (недоступная ссылка)
- Л.Щукина. ТСЖ с судьбою в век. (Рецензия на книгу М. Н. Колотило «Толстовский дом. Люди и судьбы») // Официальный портал Администрации Санкт-Петербурга. 17.01.2011. (недоступная ссылка)
- Н. Шкуренок. Толстовский дом открывает свои секреты. (Рецензия на книгу М. Н. Колотило «Толстовский дом. Люди и судьбы») // Агентство культурной информации. 19.01.2011.
- Л.Щукина. О жителях «Толстовского дома» написали книгу. (Рецензия на книгу М. Н. Колотило «Толстовский дом. Люди и судьбы») // Балтийское информационное агентство. 16.01.2011.
- Председатель ТСЖ «Толстовский дом», расположенного по улице Рубинштейна, 15-17, Марина Колотило, выпустила книгу о своем доме. // Интернет-радио «Град Петров». Новости культуры. 17.01.2011.
- Мая Миланова. Излезе книга за граф Толстой, героя от Шипка / Газета «Искра» (Болгария), 3 марта 2011 года. (на болгарском языке)
- Е.Зиновьева. Дом Зингера // Журнал «Нева», № 3 (март), 2012, С. 252—254. (Рецензия на книги Марины Колотило «Толстовский дом. Люди и судьбы» и «Толстовский дом. Созвездие имён»)